# Placas de identificação de veículos em El Salvador

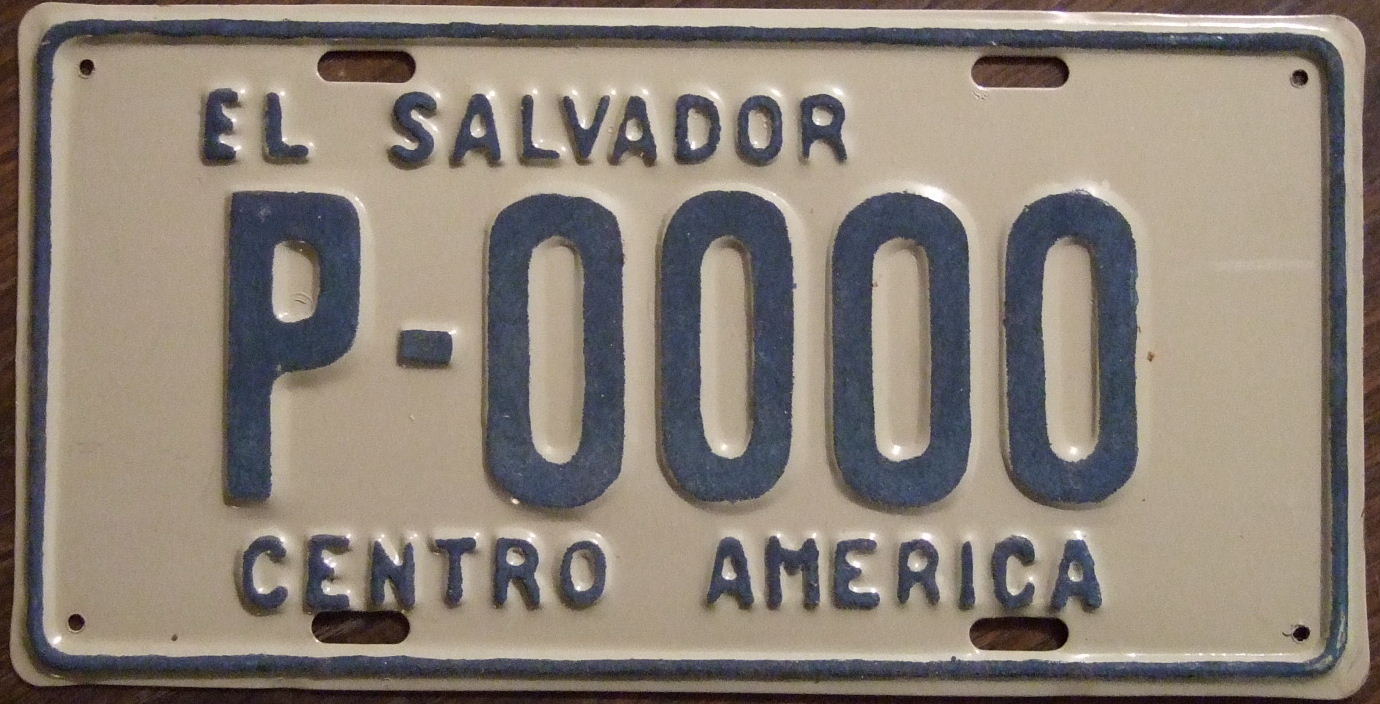
Placa salvadorenha emitida em 1976.

As placas de identificação de veículos em El Salvador são a forma pela qual os veículos motorizados são registrados no país centro-americano. Tradicionalmente, as placas salvadorenhas são fabricadas no padrão norte-americano de 6 × 12 polegadas (152 × 300 mm). 